# Желтоголовая акантолида
Желтоголовая акантолида, или желтоголовый пилильщик-ткач (лат. Acantholyda flaviceps) — вид пилильщиков-ткачей отряда перепонтчатокрылых. Имеет широкое и плоское тёмно-синее тело длиной 1—1,2 см и прозрачные крылья. Распространена в Северной и Центральной Европе. В Европейской части России её ареал на востоке ограничен Красноярским краем, а на севере доходит до Мурманска.
Вид занесен в Красную книгу России — Категория: 2 — сокращающийся в численности вид